# Ромашкин, Виктор Васильевич
Виктор Васильевич Ромашкин (род. 13 февраля 1959 года) — депутат Государственной думы второго созыва, депутат Государственного Собрания — Эл Курултай Республики Алтай I-VII созывов . Министр имущественных отношений в правительстве Главы Республики Алтай, Председателя Правительства Республики Алтай М. И. Лапшина в 2002—2006 гг. Кандидат юридических наук, доцент Горно-Алтайского государственного университета. Первый секретарь Алтайского республиканского комитета КПРФ (с 1999 г.), член Центрального Комитета КПРФ.

## Биография
Родился 13 февраля 1959 года в с. Шубинка Егорьевского района Алтайского края. Работал рабочим в колхозе «Большевик». Отслужил в рядах Советской Армии.

### Образование и трудовая деятельность
Окончил Горно-Алтайский государственный педагогический институт в 1983 году, в 1998 году Российскую Академию государственной службы при Президенте РФ. После окончания ГАГПИ на комсомольской работе: секретарь комитета ВЛКСМ института, второй, первый секретарь Горно-Алтайского Горкома ВЛКСМ.
С 1988 года на партийной работе: инструктор ГК КПСС, Председатель контрольной комиссии Горно-Алтайской городской организации КПСС.
С 1991 по 1994 возглавлял производственный жилищно-эксплуатационный трест г. Горно-Алтайска.

### Политическая деятельность
Избирался депутатом Горно-Алтайского городского Совета с 1985 по 1993 годы.
В декабре 1993 года был избран депутатом Государственного Собрания — Эл Курултая Республики Алтай, являлся председателем постоянной комиссии по науке, образованию, культуре и средствам массовой информации. В 1995 году избран в Государственную думу второго созыва, являлся членом фракции КПРФ.
В 1997 году баллотировался на очередных выборах Главы Республики Алтай, занял третье место, набрав 17,52 % голосов. В 2001 году вновь участвовал в губернаторских выборах в республике, на которых он набрал 11,97% голосов и занял пятое место.
С 2006 года является депутатом Государственного Собрания — Эл Курултая Республики Алтай от КПРФ.
В настоящем созыве парламента член Комитета ГС-ЭК РА по социальной защите и охране здоровья населения, а также Комитета ГС-ЭК РА по правовой политике и местному самоуправлению.
Член КПРФ с 1993 года. Избирался первым секретарем Горно-Алтайского горкома КПРФ, вторым секретарём Алтайского республиканского комитета КПРФ, с 1995 года — член Центральной Контрольно-ревизионной комиссии КПРФ, с 1997 года член ЦК КПРФ, с 1999 года первый секретарь Алтайского рескома КПРФ.
В 2014 году вновь баллотировался на выборах Главы Республики Алтай, занял третье место, набрав 7,72 % голосов. В 2019 году вновь участвовал в губернаторских выборах в республике, на которых он набрал 31,64% голосов и занял второе место.

## Награды
- Медаль «В память 850-летия Москвы».

## Семья
Женат. Жена работает преподавателем в средней школе № 4 г. Горно-Алтайска. Имеет двух сыновей.